# Unni (nome)
Unni  è un nome proprio di persona norvegese femminile.

## Origine e diffusione
Si tratta di un nome moderno, dall'etimologia incerta; potrebbe essere una variante del nome Unn, oppure potrebbe essere una combinazione di unna ("amare") oppure unnr ("ondeggiare", "fluttuare") con nýr ("nuovo").

## Onomastico
Il nome è adespota, ovvero non è portato da alcuna santa. L'onomastico ricade dunque il 1º novembre, giorno di Ognissanti.

## Persone
- Unni Lindell, scrittrice norvegese

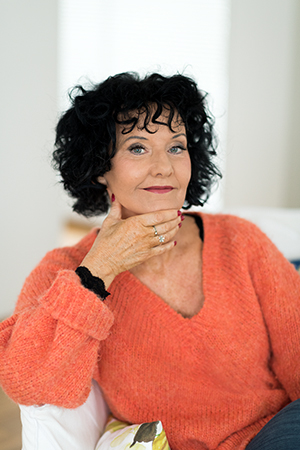
Unni Lindell

- Unni Straume, regista, sceneggiatrice e produttrice cinematografica norvegese
- Unni Wilhelmsen, cantante norvegese